# Velký alpský zlom

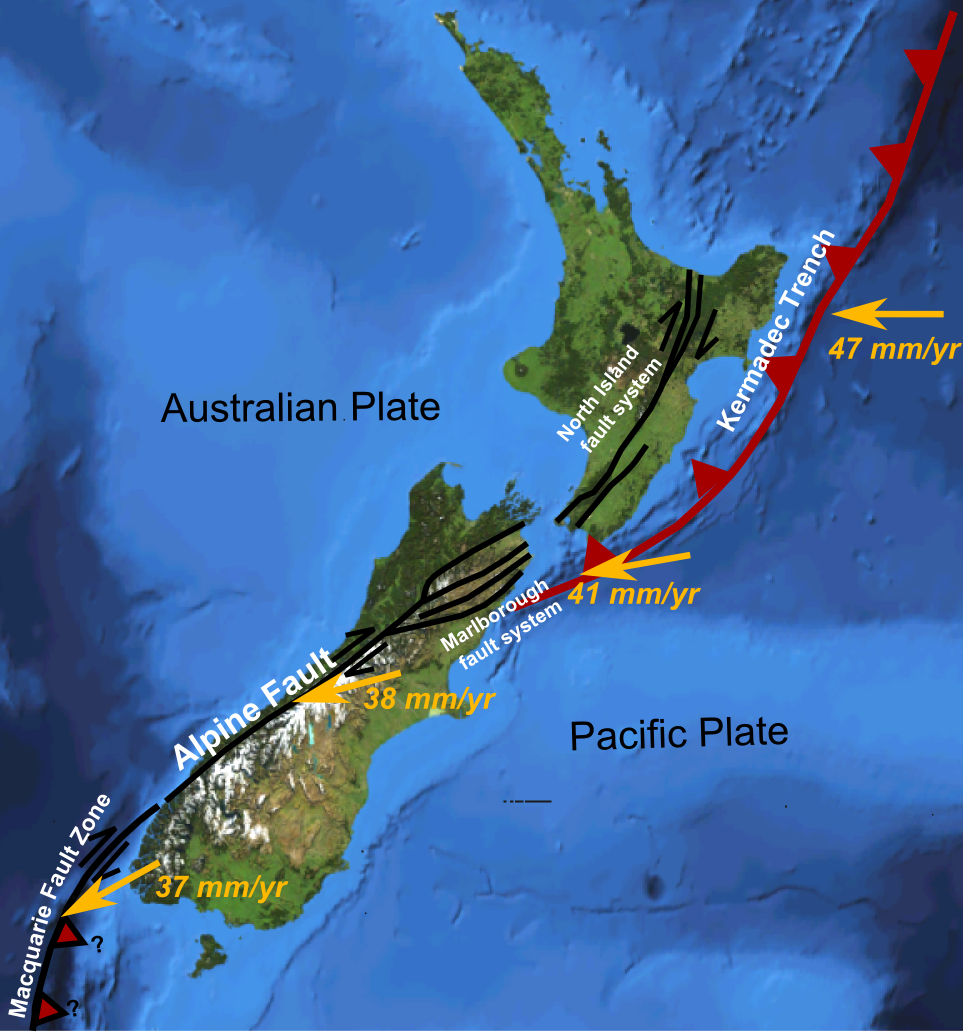
Velký alpský zlom (English: Alpine Fault) na mapě Nového Zélandu

Velký alpský zlom je linie vytvářející hranici mezi zemskými deskami v oblasti Australasie. Leží na Jižním ostrově Nového Zélandu mezi městy Blenheim a Fiordland. Zlom objevil během druhé světové války britský geolog Harold Wellman, jehož na ostrov vyslala Novozélandská geologická služba hledat ložiska slídy.
Velký alpský zlom vznikl, stejně jako pohoří Jižní Alpy které protíná, v období Kaikourské orogeneze přibližně před 25 milióny roků. Jedná se o asi 500 kilometrů dlouhý zlom oddělující vyšší severozápadní část ostrova včetně nejvyššího vrcholu Mount Cook, ležící na Australské desce, od nižší části jihovýchodní přináležející k Tichomořské desce; stýkají se zde svory a žuly. Tichomořská deska se podsunuje pod úhlem 40 stupňů pod desku Australskou (tzv. subdukce) čímž jsou Jižní Alpy vyzvedávány asi o 7 milimetrů za rok. Přitom dochází k výlevům magmatu což vytváří na Severním ostrově sopečnou zónu, pod Tichomořskou deskou na Jižním ostrově pak vznikají zemětřesení. Současně se Tichomořská deska také otáčí proti směru hodinových ručiček. V důsledku toho byly horniny podél zlomu posunuty o více než 500 kilometrů. Tento transformní zlom je velmi výrazným geomorfologickým útvarem – je dobře viditelný jako prasklina procházející krajinou ze Země i z vesmíru.